# Горшков, Анатолий Герасимович
Анато́лий Гера́симович Горшко́в (5 марта 1941, Бывалицы, Смоленская область — 29 апреля 2006) — советский и российский учёный в области механики и педагог высшей школы, доктор физико-математических наук, декан факультета Московского государственного авиационного института (технического университета). Заслуженный деятель науки Российской Федерации.

## Биография
Отец, Герасим Михайлович (1909—1943), участвовавший ещё в советско-финской войне, ушёл на фронт с началом Великой Отечественной войны и с фронта не вернулся — погиб под Сталинградом. Мать, Вера Михайловна (1912—1995), с тремя детьми, девятилетним сыном Женей, восьмилетней дочерью Юлей и младенцем Анатолием скоро оказалась на оккупированной территории. И потом она растила детей одна.
Окончив начальную сельскую школу (1952) Анатолий с мамой переехал в Москву, туда уже уехали учиться старшие дети, там уже обосновались мамины братья. Среднюю школу окончил с медалью (1958) и поступил в Московский государственный авиационный институт (МАИ). Мама настояла на дневной форме обучения.
В юности Анатолий увлекался футболом, выступал за армейские клубы, был чемпионом Москвы (1959). Соблазн продолжить карьеру футболиста помог преодолеть совет старшего товарища, преподававшего в МАИ, Ф. Н. Шклярчука: «Ноги до поры, до времени, а голова на всю жизнь».
В 1964 году с отличием окончил факультет летательных аппаратов МАИ, затем — аспирантуру там же (1967). Кандидат физико-математических наук (1967), доктор физико-математических наук (1973).
С 1991 года на протяжении многих лет был деканом факультета «Прикладная механика», с 1982 года заведовал кафедрой «Сопротивление материалов, динамика и прочность машин» МАИ. Сотрудничал в Институте механики МГУ (1970—1986).
Создал научную школу в области нестационарной динамики сплошных сред и конструкций, автор и соавтор более 200 научных и научно-методических работ (из них 17 монографий и учебников). Среди учеников А. Г. Горшкова 25 кандидатов и 7 докторов наук.
Лауреат Государственной премии РФ за цикл работ «Динамические контактные задачи механики сплошных сред» (2001).
Лауреат премии Совета Министров СССР за 1990 г.; награждён медалями Федерации космонавтики СССР и России В. Н. Челомея и А. Д. Надирадзе.
Проводил большую научно-организационную работу. Был избран членом Российского национального комитета по теоретической и прикладной механике; сотрудничал в редколлегиях журналов «Изв. РАН. МТТ» (ответственный секретарь); «Изв. вузов. Авиационная техника», «Вестник МАИ», «Механика композиционных материалов и конструкций», РЖ «Механика» ВИНИТИ РАН; был членом ряда секций и комиссий при Президиуме РАН; членом экспертного совета ВАК РФ (по математике и механике); председателем научно-методического совета по сопротивлению материалов, строительной механике, теории упругости и пластичности при Минвузе РФ.

## Научные интересы
Фундаментальные результаты в задачах аэрогидроупругости о действии ударных волн на конструкции и сооружения; о проникании оболочек вращения в жидкость; динамических контактных задач с подвижными границами; в развитии численных методов решения задач поведения однослойных и многослойных конструкций при их взаимодействии с различными деформируемыми средами (жидкость, грунт), в том числе двухкомпонентными. Дал точное решение задачи о дифракции плоских (сферических) упругих волн на толстостенной сферической оболочке, заполненной упругой средой.
Научные результаты А. Г. Горшкова имели приложения в технике и промышленности — под его руководством и при его участии был рассчитан на прочность криогенный сферический резервуар объёмом 1400 м3, спроектирована введённая в действие уникальная установка по исследованию удара тонкостенных конструкций о воду и грунт; решены задачи прочности, связанные с посадкой на воду первого отечественного многоразового возвращаемого аппарата орбитальной станции «Алмаз» и подводным стартом крылатых ракет.
Много внимания уделил задачам статики и динамики пространственных тел при контактах с упругими многофазными средами, а также действию различных физико-механических полей на конструкции. Им построены функции граничного влияния пространственной задачи теории упругости в параллелепипеде; найдены точные решения задач дифракции и излучения упругих волн для двухсвязных областей и на криволинейных поверхностях; развита методика исследования и прочности слоистых преград при действии на них мощного светового излучения и потока частиц; разработана численно-экспериментальная методика по расчёту звукоизоляции композитных оболочек вращения в широком диапазоне изменения волновых чисел.

## Память
В память А. Г. Горшкова ежегодно проводится Международный симпозиум «Динамические и технологические проблемы механики конструкций и сплошных сред», носящий ныне его имя.
На территории МАИ А. Г. Горшкову установлена мемориальная доска.